# Yusuf Akčura
Yusuf Akčura o Yusuf Akçura, pronunciat Aktxura, (Simbirsk, Imperi Rus, 2 de desembre de 1876 - Istanbul, Turquia, 11 de març de 1935) fou un nacionalista tàtar panturquista.

## Biografia
Va fer estudis militars a Istanbul, però acusat de sedició fou exiliat a Fezzan, d'on va escapar el 1899 i va anar a París on va estudiar ciències polítiques i fou membre actiu dels Joves Turcs. El 1904 va tornar a Rússia i va escriure a la premsa tàtara de Kazan i va aconsellar una acció concertada dels musulmans a la primera duma (1905); després va afavorir l'organització dels musulmans en una perspectiva panturca. El 1908 després de la revolució dels Joves Turcs, va emigrar a Turquia on va difondre el panturquisme i el 1911 va fundar la publicació Turk Yurdu que fou una revista intel·lectual de primer ordre a Turquia. Després de la guerra va participar en la resistència kemalista i es va unir al Partit Republicà del Poble de Mustafa Kemal, sent elegit a la Gran Assemblea Nacional. Va donar conferències, va publicar estudis històrics i es va dedicar a l'ensenyament. Va proclamar el panturquisme com a la millor ideologia pel país però Mustafa Kemal la va rebutjar. A partir del 1928 apareix defensant el turquisme per davant del panturquisme. Va morir a Istanbul el 1935.